# Queen Rock Montreal
Queen Rock Montreal е албум, записан на живо от английската рок група Куийн. Той е издаден, като двоен диск/тройна плоча на 28 октомври в Австралия, 29 октомври в Европа и 30 октомври в САЩ.
Той е записан в Монреал, Квебек, Канада във форума на Монреал на 24 и 25 ноември 1981 година, десет години пред смъртта на Фреди Меркюри причинена от усложнения, свързани със СПИН. „Allmusic“ описва представянето на Куийн в Монреал като „умишлено театрално и често величествено“.
„Queen Rock Montreal“ бележи първата официална версия на саундтрака към филма-концерт „We Will Rock You“ само за аудио-формат. CD-то включва пълните записи на шоуто (включително „Flash“ и „The Hero“), изцяло ремиксирани.

## Списък с песните

### Диск едно
1. „Intro“ – 1:59
2. „We Will Rock You (Бърза версия)“ (Мей) – 3:06
3. „Let Me Entertain You“ (Меркюри) – 2:48
4. „Play the Game“ (Меркюри) – 3:57
5. „Somebody to Love“ (Меркюри) – 7:53
6. „Killer Queen“ (Меркюри) – 1:59
7. „I'm in Love with My Car“ (Тейлър) – 2:03
8. „Get Down, Make Love“ (Меркюри) – 4:45
9. „Save Me“ (May) – 4:14
10. „Now I'm Here“ (Мей) – 5:31
11. „Dragon Attack“ (Мей) – 3:11
12. „Now I'm Here“ (Мей) – 1:53
13. „Love of My Life“ (Меркюри) – 3:56

### Диск две
1. „Under Pressure“ (Куийн, Дейвид Боуи) – 3:49
2. „Keep Yourself Alive“ (Мей) – 3:29
3. „Drum and Tympani Solo“ (Тейлър) – 3:00
4. „Guitar Solo“ (Мей) – 5:11
5. „Flash“ (Мей) – 2:11
6. „The Hero“ (Мей) – 1:51
7. „Crazy Little Thing Called Love“ (Меркюри) – 4:15
8. „Jailhouse Rock“ – 2:32
9. „Bohemian Rhapsody“ (Меркюри) – 5:28
10. „Tie Your Mother Down“ (Мей) – 3:52
11. „Another One Bites the Dust“ (Дийкън) – 4:00
12. „Sheer Heart Attack“ (Тейлър) – 3:53
13. „We Will Rock You“ (Мей) – 2:09
14. „We Are the Champions“ (Меркюри) – 3:27
15. „God Save the Queen“ – 1:27

## Състав
- Фреди Меркюри: водещи вокали, пиано, китара
- Брайън Мей: китари, клавиши, задни вокали
- Роджър Тейлър: барабани, ударни, задни вокали
- Джон Дийкън: бас, задни вокали
- Джошуа Мъкрей: запис инженер
- Джъстин Шърли-Смит: микс продуцент
- Крис Фредриксон: Pro Tools HD
- Райнхолд Мак: запис инженер
- Мик Маккена: втори запис инженер
- Кевин Меткалф
- Ричард Грей

## Позиция в класациите
| Класация (2007)            | Позиция |
| -------------------------- | ------- |
| Австралия Топ 75 Албуми    | 25      |
| Белгия 100 Албуми          | 84      |
| Белгия 100 Албуми          | 62      |
| Франция Топ 200 Албуми     | 111     |
| Германия Албуми            | 17      |
| Нидерландия Топ 100 Албуми | 54      |
| Португалия Топ 30 Албуми   | 22      |
| Испания Топ 100 Албуми     | 35      |
| Швейцария Топ 100 Албуми   | 27      |

| Класация (2008)        | Позиция |
| ---------------------- | ------- |
| Мексико Топ 100 Албуми | 73      |